# 貝尼杜瓦拉
贝尼杜瓦拉（阿拉伯语：‎），又称艾特杜瓦拉，阿尔及利亚东北部城市，提济乌祖省的市镇，同时也是贝尼杜瓦拉区的政府驻地，其城市面积为35.09平方公里，2008年的人口数量为21,551人，是该区人口最多的城市。

## 地名
“贝尼”一名来源于阿拉伯语单词“طفل”，本意为“儿童”，引申意为“之子”。“杜瓦拉”则是当地的一个历史人物。

## 历史
贝尼杜瓦拉位于卡比利亚地区中部偏南，近代曾为商业集镇，20世纪后人口逐渐增加。2001年4月18日，贝尼杜瓦拉发生卡拜尔人独立游行，引发阿尔及利亚政府的镇压，造成126人遇难。

## 地理
贝尼杜瓦拉位于阿尔及利亚东北部，提济乌祖省南部，距离阿尔及尔119公里，距离提济乌祖市中心大约16公里。
贝尼杜瓦拉市区位于一处南北走向的山谷之中，地势崎岖。市镇范围东北部与塔克斯布特水库连接。
贝尼杜瓦拉属于带有山地及沙漠特征的地中海气候，距离贝尼杜瓦拉最近的气象站位于提济乌祖境内。

## 人口
根据阿尔及利亚统计部门2008年的数据，贝尼杜瓦拉市镇范围内的合法居民数量为21,551。
| 年份   | 1977   | 1987   | 1998   | 2008   |
| ------ | ------ | ------ | ------ | ------ |
| 人口數 | 14,621 | 19,377 | 21,891 | 21,551 |

## 交通
提济乌祖省的两条省道在此交汇，当地有私人客运公司提供前往省会提济乌祖的巴士。

## 社会
贝尼杜瓦拉体育联盟是一支地方性的足球队，成立于1981年，2021至2022赛季参加阿尔及利亚足球丙级联赛。